# Городское поселение «посёлок Бурхала»
Городско́е поселе́ние «посёлок Бурхала» — упразднённое муниципальное образование в Ягоднинском районе Магаданской области Российской Федерации.
Административный центр — пгт Бурхала.

## История
Статус и границы городского поселения установлены Законом Магаданской области от 28 декабря 2004 года № 511-ОЗ «О границах и статусе муниципальных образований в Магаданской области».
Законом Магаданской области от 24 апреля 2015 года № 1888-ОЗ, 15 мая 2015 года городские поселения «посёлок Ягодное», «посёлок Бурхала», «посёлок Дебин», «посёлок Синегорье» и «посёлок Оротукан» преобразованы, путём их объединения, в муниципальное образование «Ягоднинский городской округ» с административным центром в посёлке Ягодное.

## Население
| 2009 | 2010 | 2011 | 2012 | 2013 | 2014 | 2015 |
| ---- | ---- | ---- | ---- | ---- | ---- | ---- |
| 455  | ↘273 | ↘267 | ↘251 | ↘228 | ↘198 | ↘171 |

## Состав городского поселения
| № | Населённый пункт | Тип населённого пункта      | Население |
| - | ---------------- | --------------------------- | --------- |
| 1 | Бурхала          | пгт, административный центр | ↘108      |
| 2 | Полевой          | посёлок                     | ↗1        |